# Sophie Wilhelmine von Sachsen-Saalfeld

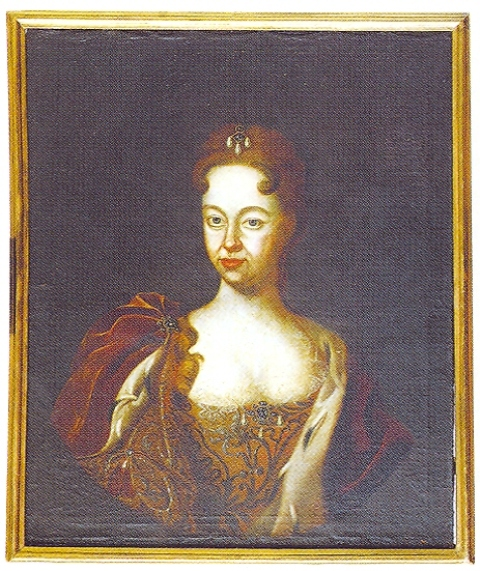
Sophie Wilhelmine von Sachsen-Saalfeld, Fürstin von Schwarzburg-Rudolstadt

Sophie Wilhelmine von Sachsen-Saalfeld (* 9. August 1693 in Saalfeld; † 4. Dezember 1727 in Rudolstadt) war eine Prinzessin von Sachsen-Saalfeld und durch Heirat Fürstin von Schwarzburg-Rudolstadt.

## Leben
Sophie Wilhelmine war die älteste Tochter des Herzogs Johann Ernst von Sachsen-Saalfeld (1658–1729) aus dessen zweiter Ehe mit Charlotte Johanna (1664–1699), Tochter des Grafen Josias von Waldeck-Wildungen.
Sie heiratete am 8. Februar 1720 in Saalfeld Fürst Friedrich Anton von Schwarzburg-Rudolstadt (1692–1744). Die Verbindung der beiden Häuser wurde drei Jahre später durch die Heirat von Sophie Wilhelmines Bruder Franz Josias mit Friedrich Antons Schwester Anna Sophia vertieft. Die Verbindung mit dem frommen Rudolstädter Hof bedeutete auch eine Förderung des Pietismus im Fürstentum Saalfeld, den Sophie Wilhelmines Halbbruder Christian Ernst dort unterstützte.

## Nachkommen
Aus ihrer Ehe hatte Sophie Wilhelmine folgende Kinder:
- Johann Friedrich I. (1721–1767), Fürst von Schwarzburg-Rudolstadt

⚭ 1744 Prinzessin Bernhardine von Sachsen-Weimar-Eisenach (1724–1757)
- Sophie Wilhelmine (*/† 1723)
- Sophie Albertine (1724–1799)